# غلوكسينية دونكلارية
غلوكسينية دونكلارية (الاسم العلمي:Gloxinia donkelaariana) هي نوع هجين من النباتات تتبع جنس الغلوكسينية من الفصيلة الغزنرية.